# آدم و حوا (مجموعه تلویزیونی)
آدم و حوا نام یک مجموعه تلویزیونی است که در سال ۱۳۵۰ و به کارگردانی مسعود اسداللهی ساخته شد و از تلویزیون ملی ایران پخش گردید.

## خلاصه داستان
وقایع و ماجراهای زندگی یک زوج جوان، دستمایهٔ داستان‌های گوناگون این مجموعه تلویزیونی است.

## بازیگران و عوامل تولید

### بازیگران
- مسعود اسداللهی
- آهو خردمند
- غلامحسین بهمنیار
- عزت‌الله مقبلی
- محمدعلی ورشوچی
- زهره شکوفنده
- اشرف کاشانی
- معصومه تقی‌پور
- اصغر سمسارزاده
- معصومه آل‌محمدی (می‌می)
- تیلا
- اسدزاده

### عوامل تولید
- نویسنده و کارگردان: مسعود اسداللهی
- کارگردان تلویزیونی: انوشه درخشانی
- تهیه‌کننده: مسعود اسداللهی
- محصول: تلویزیون ملی ایران
- سال تولید: ۱۳۵۰